# リー・ハッジンソン・アンド・カンパニー・バンク・ビルディング
リー・ハッジンソン・アンド・カンパニー・バンク・ビルディング（英語: Lee, Higginson & Company Bank Building）は、ニューヨーク市のロウアー・マンハッタンに位置する。建物は1928年に建てられ、2006年6月7日には、アメリカ合衆国国家歴史登録財に加えられた。